# Havsabborrfiskar
Havsabborrfiskar (Serranidae) är en familj i ordningen abborrartade fiskar som innehåller 449 kända arter.

## Kännetecken
Havsabborrfiskar uppvisar stor variation angående storleken, och familjen innehåller både små arter som Serranus subligarius som når en kroppslängd av endast tio centimeter och stora arter som Epinephelus lanceolatus, vilken kan bli nästan tre meter lång och väga upp till 400 kilogram. Många arter har en klar färgteckning och flera är också mönstrade med prickar eller ränder.

## Utbredning
Arterna i familjen förekommer i tropiska eller tempererade hav världen över, särskilt kring rev och nära kuster. Några lever också i bräckt vatten och i sötvatten.

## Levnadssätt
Havsabborrfiskar är rovfiskar, och de olika arternas födoval varierar från djurplankton till kräftdjur och andra fiskar. Hos många arter förekommer det också att individerna ändrar kön när de nått en viss storlek och ålder, från honor till hanar.

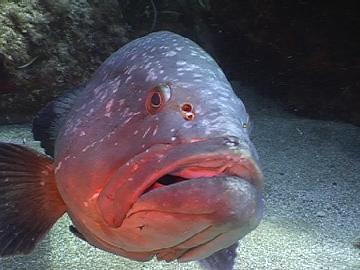
Brun havsabborre (Epinephelus marginatus)
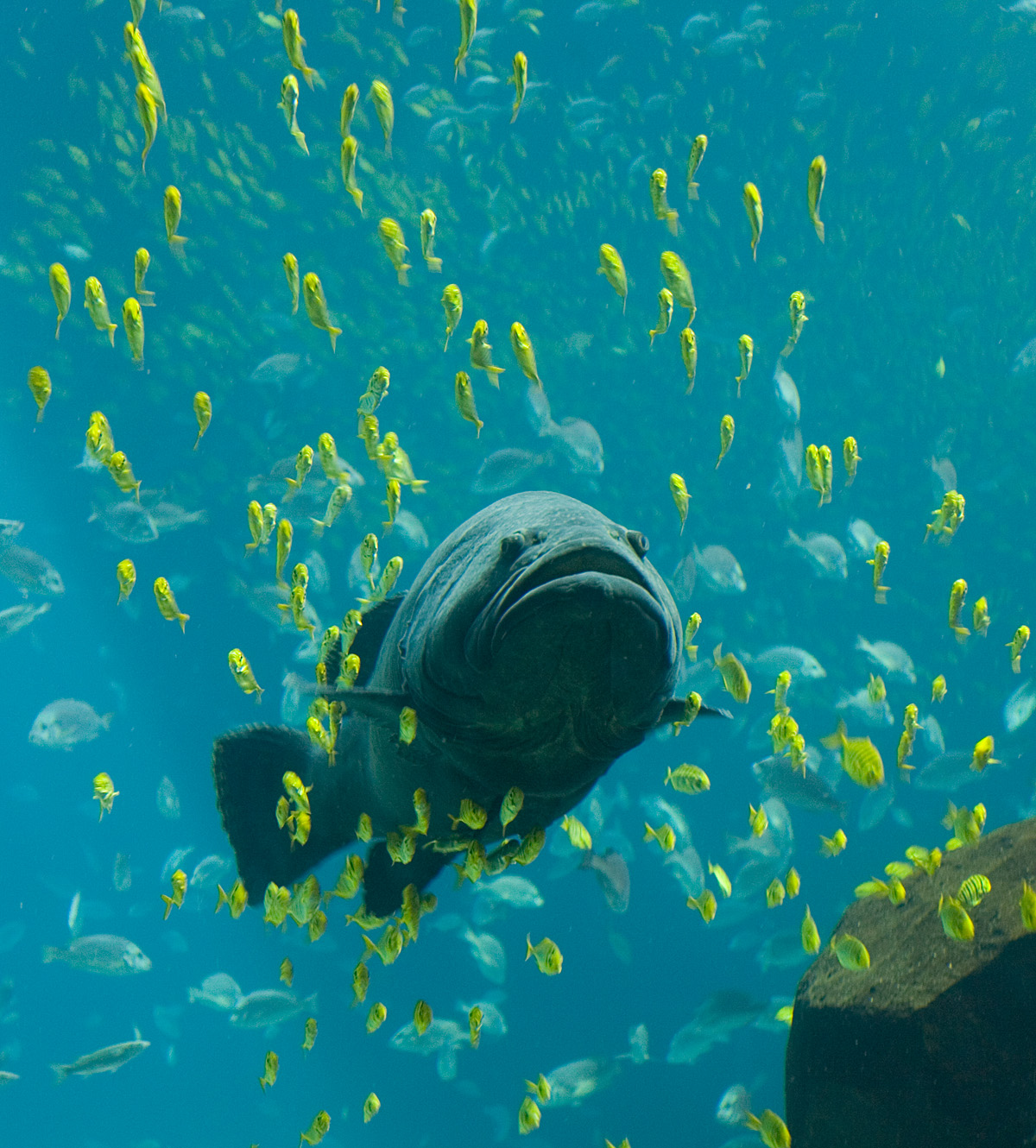
Epinephelus lanceolatus